# 莫尔黑德天文和科学中心
莫尔黑德天文和科学中心（英語：Morehead Planetarium and Science Center）坐落在北卡罗来纳大学教堂山的校园里。1949年首次开放的时候，它的目的是为了训练双子星座计划和阿波罗计划的宇航员的星际导航技术。它拥有全世界最大的哥白尼太阳系仪直到1990年。这套设备是由北卡大学教堂山校友John Motley Morehead三世捐助的。
它的天文台拥有一个Carl Zeiss六型天文投影仪，那是1969年假设的。它是五个现在美国正在使用的Zeiss六型之一。天文台的穹顶直径68英尺，使它成为了北卡罗来纳最大的天文台。
Morehead天文和科学中心在不久的将来将会有一场大修，大修将会包括一个扩展的礼品商店，一个新的明星剧院和一套放映设备，以及一个新的展览厅。
除了天文台的展示，Morehead天文和科学中心还在它的美国国家航空航天局数字剧院提供高分辨率电影和实况科学展示，开开办针对儿童和成人的学习班、夏令营、月度观天象活动、客座演讲和其他活动。
2007年2月23日，Morehead天文和科学中心开放了它的第一个互动式展示厅聚焦。它用接近极限的大小展示了当今科学的发展。
它最受欢迎的天文展览有“魔树屋：太空人物”,“目标：太空”，“太阳和她的伙伴们”，“灭绝！”和“Bethlehem之星”。